# Monolepta cruciata
Monolepta cruciata là một loài bọ cánh cứng trong họ Chrysomelidae. Loài này được Guerin miêu tả khoa học năm 1849.